# Ceruloplasmină

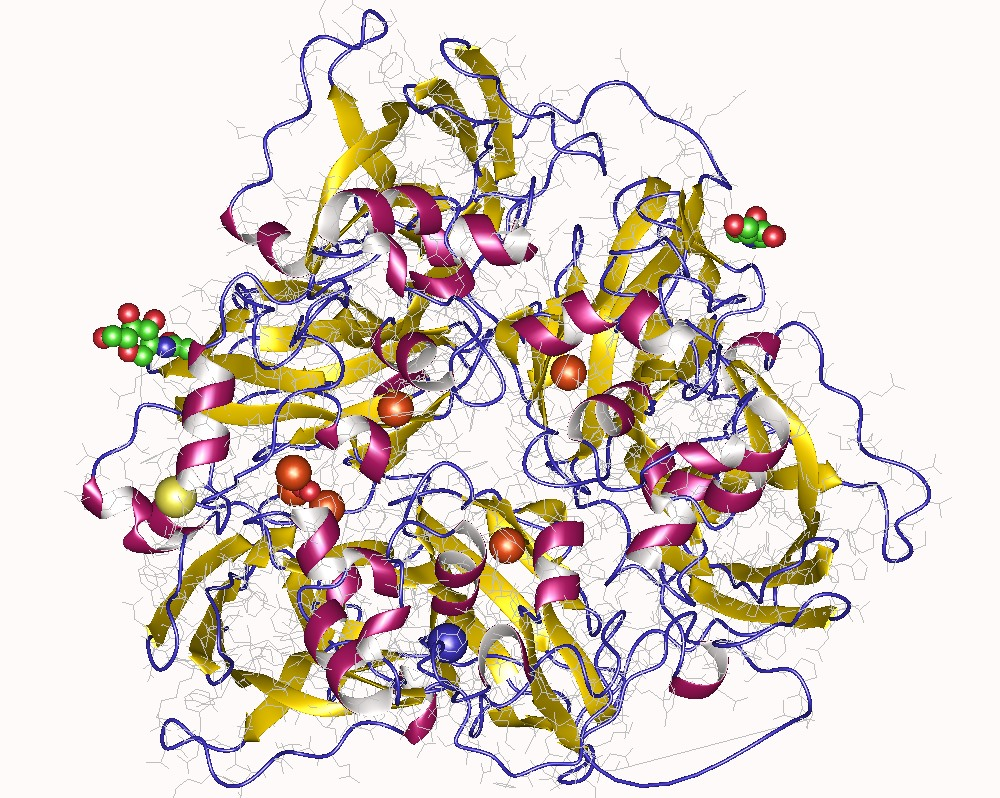
Monomer de cerulopasmină umană și 2 NAG (verde-roșu) + 6 Cu (oranj) + Ca (galben) + Na (albastru)

Ceruloplasmina (EC 1.16.3.1) este o enzimă de tip feroxidază care la om este codificată de gena CP.
Ceruloplasmina este principala proteină care transportă cupru în sânge și, în plus, joacă un rol în metabolismul fierului. A fost descrisă pentru prima dată în 1948. O altă proteină, efestina, se remarcă prin omologia sa cu ceruloplasmina și participă, de asemenea, la metabolismul fierului și, probabil, al cuprului.
Conține 6 atomi de cupru. Ceruloplasmina transportă mai mult de 95% din cuprul total din plasma umană sănătoasă.